# Gaffer
Cet article possède un paronyme, voir Gaffeur.

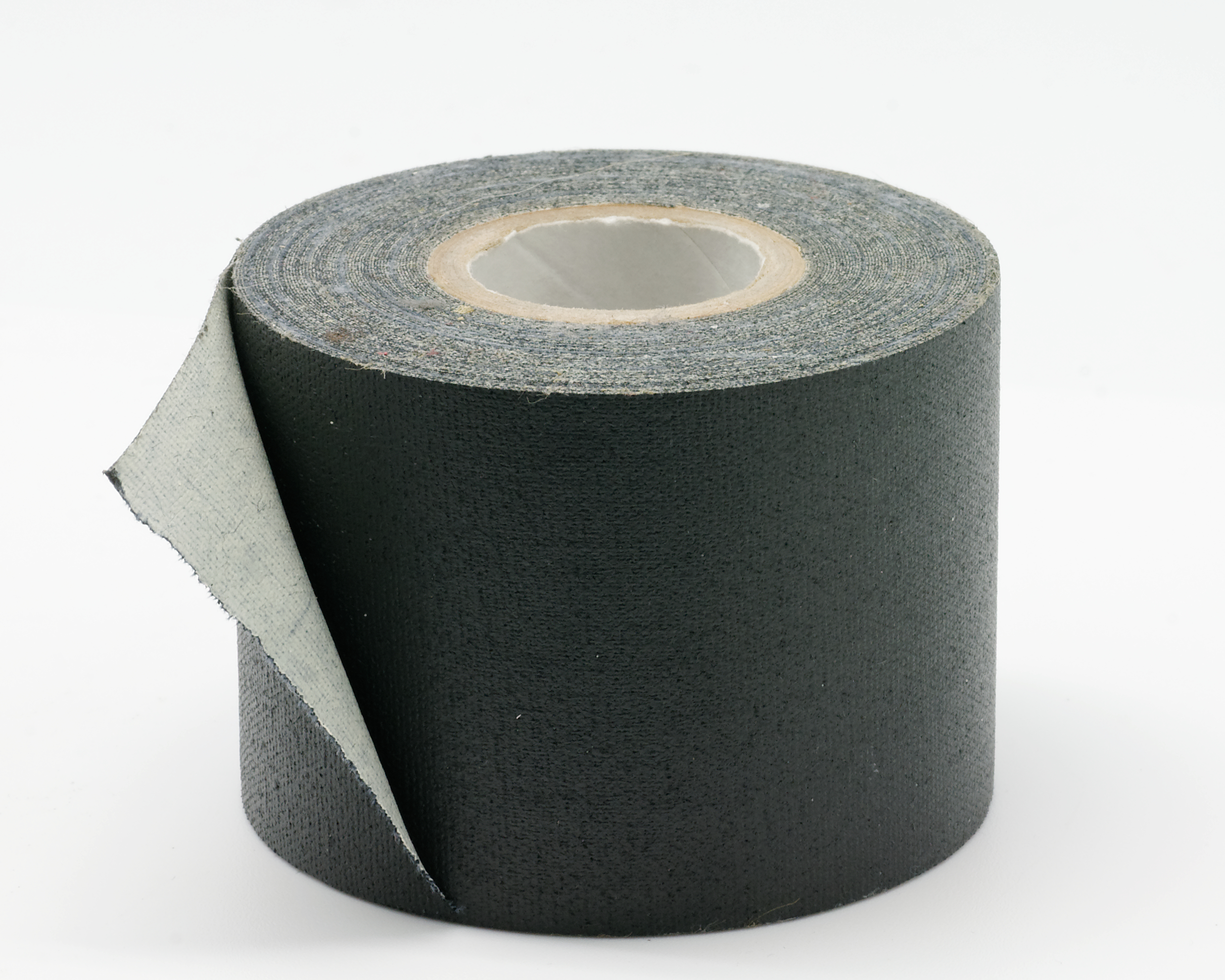
Gaffer (Gaffa) ruban adhésif

Le gaffer (prononcer « gaffeur ») est un ruban adhésif de grande taille utilisé par les techniciens travaillant dans le cinéma, la télévision et les spectacles (musique, théâtre, etc.). Le gaffer est très résistant car toilé, mais facile à couper à la main. Il a une bonne adhérence, mais reste facile à enlever, et laisse peu de traces (il est censé ne laisser aucun résidu). Très polyvalent, il permet de fixer des objets, de plaquer un câble au sol ou sur un mur, de marquer des emplacements et de faire des réparations d'urgence.
Le gaffer est souvent noir mat, pour être le moins visible possible sur la surface des scènes de spectacle. D'autres couleurs existent, comme le rouge pour prévenir ou bien pour marquer la position des acteurs ou des caméras. Le gaffer blanc peut servir d'étiquette, par exemple aux ingénieurs du son pour écrire le nom de signaux sur le bord d'une table de mixage, bien que le ruban adhésif en papier (bordure de peintre) soit aussi très utilisé dans ce cas. À la télévision et dans les fictions, le gaffer sert également pour cacher des marques afin d'éviter toute publicité clandestine à l'antenne.
Le mot vient de l'anglais gaffer (en), qui est l'équivalent du poste de chef éclairagiste dans les pays anglophones, d'où est tiré le nom du gaffer tape, le ruban adhésif utilisé par les gaffers. Ce gaffer tape a d'ailleurs été inventé en 1959 par le photographe, cinéaste et éclairagiste de plateau américain Ross Lowell.
En anglais, le nom de « gaffer » vient du fait que les chefs éclairagistes de l'époque utilisaient des gaffs (lui-même emprunt du mot français une « gaffe »), outil utilisé sur les bateaux se composant d'une perche dotée d'un crochet à son extrémité, comme accroche pour suspendre les projecteurs au plafond.